# إليان موريسينز
إليان موريسينز (بالإنجليزية: Eliane Morissens) (10 أغسطس 1927 - 9 ديسمبر 2006)، معلمة وناشطة بلجيكية. نشأت كنسوية، وكانت ناشطة نقابية واشتراكية. درست موريسينز الهندسة الكيميائية، لكنها كانت تعمل كمعلمة إذ كان هناك القليل من الخيارات الأخرى للنساء في عصرها. شقت طريقها إلى منصب مساعد مدير كلية تقنية إقليمية لكن في عام 1977 حُرمت من الترقية لتصبح مديرة المدرسة. عندما طُلب منها في عام 1980 الظهور في بث تلفزيوني للحديث عن المثليات، قررت المشاركة بالفعل. خلال البثّ، ذكرت أنها حُرمت من الترقية بسبب مثليتها. علّقت على مفارقة عدم استعداد مجلس المدرسة لتعيين مثلية مسؤولة عن الطالبات، لكن ليس لديها قلق بشأن تعيين رجل لهذا المنصب.
أقيلت موريسينز من وظيفتها بدون أجر بعد يومين من البث. نفى مجلس إدارة المدرسة أن يكون القرار مبنيًا على حياتها الجنسية. زعم المجلس أن قرارهم متجذر في سوء السلوك المهني، لأنها شككت في سلطتهم في البرنامج التلفزيوني. وطلبت مراجعة القضية من قبل لجنة الاستئناف الإقليمية، التي أيدت القرار في عام 1982، لكنها سمحت لها بتعويض محدود بموجب التقاعد المبكر. ثم استأنفت أمام مجلس الدولة، وهو أعلى محكمة في البلاد. في عام 1984، أيّدت المحكمة إنهاء خدمتها وأنكرت انتهاك حريتها في التعبير. أصبحت محنتها سببًا في لفت الانتباه لمجتمع الميم في جميع أنحاء أوروبا والأمريكتين، وحصلت على تغطية صحفية دولية ومظاهرات. جمع مجتمع الميم الدولي الأموال لاستخدامها الشخصي والرسوم القانونية، وقام بحملة من أجل إعادتها وضغط على المشرعين ونقابات المعلمين واستمر في الاحتجاجات نيابةً عنها.
بسبب الحرج من الاهتمام الدولي، قدم الحزب الاشتراكي التقدمي إجراءً في عام 1982، تم تمريره في عام 1985، لإلغاء المادة 372 مكررًا من قانون العقوبات البلجيكي، الذي حدد سنّ الموافقة على العلاقات المثلية. في ذلك العام، قدمت موريسينز استئنافًا إلى المحكمة الأوروبية لحقوق الإنسان في ستراسبورغ، فرنسا. في عام 1988، رفضت المحكمة استئنافها، لكنها اعترفت بحريتها في التعبير؛ ومع ذلك، فقد وجدوا أن التقليص مبررًا لأنه كمعلمة كان مطلوبًا منها الحفاظ على سلوك مهني. توفيت موريسينز في جنوب فرنسا في عام 2006 ويُذكر أنها لفتت الانتباه إلى قضية التمييز في التوظيف ضد المثليين جنسيًا في جميع أنحاء العالم.

## حياتها المبكرة وتعليمها
ولدت إليان ويلي فرناندي موريسينز في 10 أغسطس عام 1927 في إيتربيك، بلجيكا. منذ صغرها، عرفت موريسينز أنها مثلية ولم تكن مشكلة مع والديها. نصحها والديها بالاستقلال ولم يضغطا عليها للزواج. كانت والدتها نسوية وقالت موريسينز لاحقًا إنه بالنسبة لها إذا كنت مثلية، فأنت نسوية. درست لتصبح مهندسة كيميائية، لكنها اختارت أن تكون معلمة لأنها كانت واحدة من المسارات المهنية القليلة المفتوحة أمام النساء. شاركت في تنظيم النقابات العمالية وفي أوائل الخمسينيات من القرن الماضي انضمت إلى الحزب الاشتراكي في والونيا. نظرًا لعدم إشراك النقابات العمالية أو الاشتراكيين في مناصب السلطة، فقد ضغطت على المنظمتين للسماح بإدماج المرأة في المناصب الإدارية والقيادية. كانت موريسينز نشطة في النضال ضد قمع الشرطة وأجهزة الأمن. لم تكن ثمة مجموعات دعم للمثليين في والونيا وعدد قليل فقط في فلاندرز، لكنها قابلت نشطاء من مجتمع الميم كانت منفتحة معهم بشأن حياتها الجنسية بحرية.